# AS-90
AS90 (tên đầy đủ Artillery System for the 1990s), hay còn được biết với tên Pháo 155mm L131 (Gun Equipment 155 mm L131), là hệ thống lựu pháo tự hành bọc thép hạng trung chạy trên khung gầm bánh xích bắn đạn 155mm do Vicker Shipbuilding and Engineering (Vương quốc Anh) phát triển và chế tạo.

## Các quốc gia sử dụng
- Vương quốc Liên hiệp Anh và Bắc Ireland
- Iraq